# Elliptio raveneli
Elliptio raveneli är en musselart som först beskrevs av Conrad 1834.  Elliptio raveneli ingår i släktet Elliptio och familjen målarmusslor. Inga underarter finns listade i Catalogue of Life.